# Атенолол
Атеноло́л — антиаритмічний лікарський засіб.

## Фармакологічна дія
Кардіоселективний β1-адреноблокатор, не має мембраностабілізуючої і внутрішньої активності. Надає гіпотензивну, антиангінальну та антиаритмічну дію. Блокуючи в невисоких дозах бета 1-адренорецептори серця, зменшує стимульоване катехоламінами утворення цАМФ з АТФ, знижує внутрішньоклітинний струм Ca 2+ , чинить негативну хроно-, дромо-, батмо- і інотропну дію (зменшує частоту серцевих скорочень, пригнічує провідність і збудливість, знижує скоротність міокарда). Загальний периферичний судинний опір на початку застосування бета-блокаторів (в перші 24 години після перорального прийому) збільшується (в результаті реципрокного зростання активності альфа-блокаторів та усунення стимуляції бета2-адренорецепторів), яке через 1-3 дні повертається до початкового, а при тривалому призначенні знижується.